# William Dawes
Pour les articles homonymes, voir William et Dawes.
Ne doit pas être confondu avec William Dawes (1762-1836).
William Dawes Jr. (5 avril 1745 – 25 février 1799) est l'un des trois hommes qui avertirent les minutemen américains de l'arrivée des troupes britanniques, juste avant les batailles de Lexington et Concord, au début de la guerre d'indépendance américaine.
Il est né à Boston dans le Massachusetts, fils de Benjamin et Lydia Dawes (née Boone). Il est baptisé à l'Old South Church. Il devient tanneur et participe activement à la milice de Boston contre les Anglais. Il épouse Mehitable May le 3 mai 1768.